# روز باشکوه
روز باشکوه فیلمی به کارگردانی کیانوش عیاری و نویسندگی داریوش مؤدبیان، فرید مصطفوی و ابوالحسن داوودی ساخته سال ۱۳۶۷ است.
این فیلم در ۱۵ آذر ۱۳۶۸ در سینماهای ایران اکران شده‌است.

## خلاصه فیلم
قهرمان دوچرخه‌سواری به نام گل آقا پس از کسب مدال قهرمانی آسیا، در بازگشت به زادگاه خود با استقبال پرشور همشهریانش روبه رو می‌شود. مقامات دولتی شهر او را بلافاصله به فرمانداری می‌برند تا در جلسه‌ای که برای استقبال ورود یکی از اعضای خانوادهٔ سلطنتی به شهر تشکیل شده شرکت کند. فرماندار و مقام‌های نظامی و امنیتی از گل آقا می‌خواهند تا با استفاده از محبوبیت خود مردم را ترغیب کند که قالی‌های منازل خود را در اختیار فرمانداری بگذارند تا مسیر استقبال را با آن فرش کنند. گل آقا به این همکاری تن در نمی‌دهد.

## بازیگران
- علی نصیریان
- جمشید هاشم پور
- علیرضا خمسه
- ایرج طهماسب
- گوهر خیراندیش
- حسن رضایی
- ولی شیراندامی
- سعید امیرسلیمانی
- مهری مهرنیا
- روح انگیز مهتدی
- فاطمه طاهری
- روح الله مفیدی

## فرآیند تولید
تمام صحنه‌های این فیلم در بافت قدیم سمنان فیلمبرداری شده‌است.